# 22351 Yamashitatoshiki
22351 Yamashitatoshiki è un asteroide della fascia principale. Scoperto nel 1992, presenta un'orbita caratterizzata da un semiasse maggiore pari a 2,2768493 au e da un'eccentricità di 0,2102377, inclinata di 6,92302° rispetto all'eclittica.
L'asteroide è dedicato al fisico giapponese Toshiki Yamashita.